# Nikolai Petrowitsch Schmeljow
Nikolai Petrowitsch Schmeljow (russisch Никола́й Петро́вич Шмелёв; * 18. Juni 1936 in Moskau; † 6. Januar 2014 ebenda) war ein russischer Wirtschaftswissenschaftler und Schriftsteller. In seiner Heimat galt er als einer der „Architekten der Perestroika“. Von 1999 bis zu seinem Tode leitete der Wissenschaftler das Europa-Institut der Russischen Akademie der Wissenschaften (abgekürzt RAN).

## Leben
Der Sohn eines Geodäten absolvierte 1958 die Ökonomische Fakultät der Lomonossow-Universität. Darauf war Schmeljow bis 1983 – mit einer kürzeren Unterbrechung – an zwei Ökonomischen Instituten der RAN tätig. Unterbrochen wurde diese Tätigkeit in den Jahren 1968–1970, als er in der Abteilung Propaganda des ZK der KPdSU wirkte. 1983–1992 arbeitete Schmeljow am Nordamerika-Institut und ab 1992 am Europa-Institut der RAN.
1989–1991 war er Volksdeputierter der UdSSR.
Schmeljow war in erster Ehe mit einer Enkelin Chruschtschows verheiratet. Weil Chruschtschows Sohn Leonid im Spätwinter 1943 im Luftkrieg gefallen war und der Großvater das Mädchen an Kindes statt angenommen hatte, wurde Schmeljow in den fünf Jahren seiner ersten Ehe der Schwiegersohn Chruschtschows genannt. Diese erste Ehe scheiterte 1962. Darauf durfte Schmeljow die Sowjetunion nur auf Dienstreisen in Richtung Ungarn und DDR verlassen.
Schmeljow erlag einem Herzinfarkt.

## Auszeichnungen
- 1996: Orden der Ehre
- 2007: Orden der Freundschaft

## Werke in deutscher Übersetzung
- Nikolaj Petrovič Šmelev: Perestroika aus der Sicht eines Ökonomen. APN-Verlag, Moskau 1989. 31 Seiten
- Nikolaj Petrovič Šmelev: Gewalt oder Rubel. Essays zur Perestroika in der Wirtschaft. Aus dem Russischen von Friedrich Hitzer. Steidl, Göttingen 1990 (1. Aufl.). 165 Seiten, ISBN 3-88243-166-0
- Nikolai Petrowitsch Schmeljow: Nächtliche Stimmen. Erzählung 1999